# Tara Lynne Barr

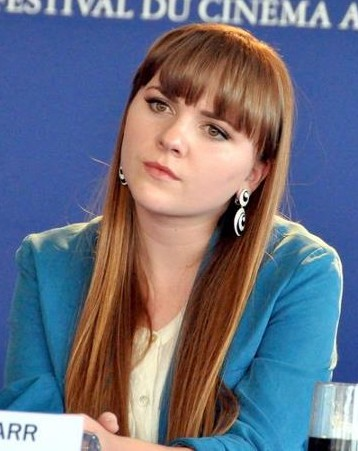
Tara Lynne Barr beim Festival des amerikanischen Films in Deauville (2012)

Tara Lynne Barr (* 2. Oktober 1993 in Orange County, Kalifornien) ist eine US-amerikanische Film- und Theaterschauspielerin.

## Leben und Werdegang
Gemeinsam mit ihrer älteren Schwester nahm Barr bereits in jungen Jahren am Clubhouse Theatre Programm des Girls and Boys Clubs ihrer Heimatstadt teil, wo ihr Interesse für das Schauspiel geweckt wurde. Ab 2001 folgten erste Rollen in verschiedenen Kindertheaterproduktionen.
Ab 2004 spielte Barr auch diverse Rollen in Fernsehfilmen und -serien wie Liebe trägt durch, Die himmlische Joan und Crossing Jordan – Pathologin mit Profil. Es folgten größere Rollen in den Filmen We All Fall Down und Road Kill. 2011 übernahm sie an der Seite von Joel Murray ihre erste Hauptrolle in Bobcat Goldthwaits schwarzer Komödie God Bless America.

## Filmografie
- 2005: We All Fall Down
- 2005: Volltreffer – Ein Supercoach greift durch (Rebound)
- 2005: Road Kill
- 2007–2008: Hotel Zack & Cody (The Suite Life of Zack & Cody, Fernsehserie, 2 Folgen)
- 2011: God Bless America
- 2013: Joan’s Day Out (Kurzfilm)
- 2014: Dawn (Kurzfilm)
- 2015: Aquarius (Fernsehserie, 10 Folgen)
- 2015–2018: Casual (Fernsehserie, 44 Folgen)
- 2016: The Darkness
- 2018: Bobcat Goldthwait’s Misfits & Monsters (Fernsehserie, Folge 1x02 Face in the Car Lot)
- 2018: Co-Ed (Fernsehserie, 8 Folgen)
- 2020: Botschaften von Anderswo (Dispatches from Elsewhere, Fernsehserie, 6 Folgen)